# Lac Morin (Kamouraska)
Pour les articles homonymes, voir Morin.
Le Lac Morin est un plan d'eau douce constitué en réservoir dans la région administrative du Bas-Saint-Laurent, au Québec, au Canada. Ce lac couvre les municipalités régionales de comté (MRC) de :
- Kamouraska : municipalités de Saint-Joseph-de-Kamouraska et Saint-Alexandre-de-Kamouraska;
- Témiscouata : territoire non organisé de Picard.

## Géographie
Grâce au barrage, le réservoir du "Lac Morin" s'étire sur une longueur de 6,4 km vers le nord-Est et sur une largeur maximale de 1,5 km; la dimension original du lac était de 4,8 km par 0,8 km.
Ce lac est alimenté par:
- la rivière Rocheuse (lac Morin) qui prend sa source au « lac des Roches » (longueur: 1,2 km; altitude: 412 m; municipalité de Pohénégamook), et traverse la Réserve de Parke vers le Nord-Ouest jusqu’à la rive Sud-Est du lac Morin;
- le ruisseau Éphrem qui prend sa source du lac Chantereau et du lac Rahnie; ce ruisseau coule surtout dans la municipalité de Saint-Joseph-de-Kamouraska et se déverse sur la rive Sud-Ouest du lac Morin;
- décharge du Lac Guiberge, coulant vers le Nord jusqu’à la rive Sud-Ouest du lac Morin.

L'embouchure du lac Morin est situé sur la rive Nord-Est du lac où un barrage de contrôle du niveau de l’eau a été aménagé. Les eaux du lac se déversent dans la rivière Fourchue laquelle coule vers le Nord pour se déverser sur la rive Est de la rivière du Loup (Bas-Saint-Laurent).

## Barrage
Le barrage du lac Morin, construit en 1943, est une infrastructure en béton-gravité reposant sur un terrain de fondation en roc. Avec une hauteur de 16,30 mètres et une longueur de 197,9 mètres, il peut retenir jusqu'à 38 880 000 m³ d’eau, formant un réservoir d’une superficie de 680 hectares, alimenté par un bassin versant couvrant 261 km². Il est classé comme une structure de forte contenance, avec un niveau de conséquences jugé très important en cas de défaillance. Il se situe dans une zone sismique 5, ce qui exige une surveillance accrue.

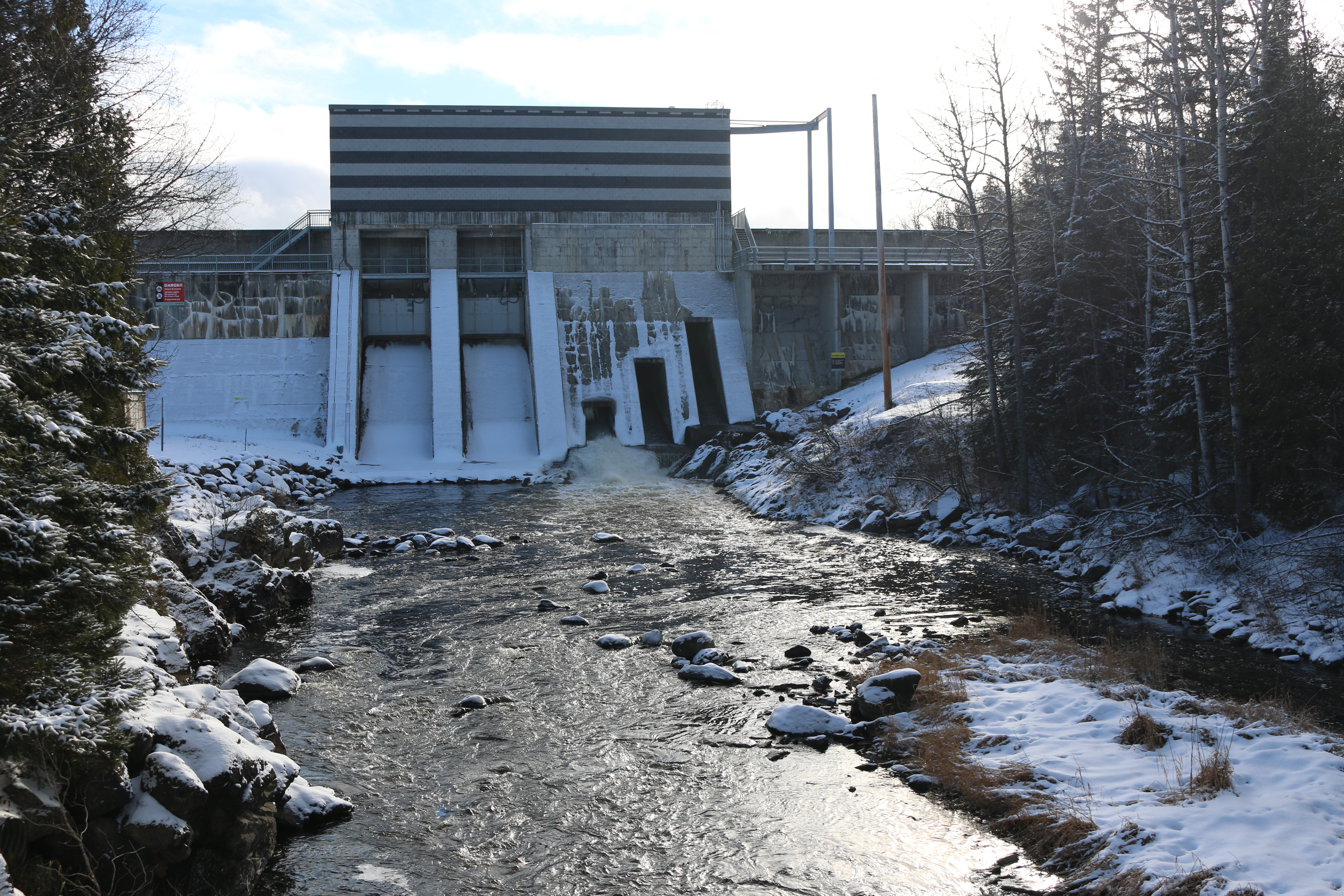
Vue du barrage depuis l'aval (2024).
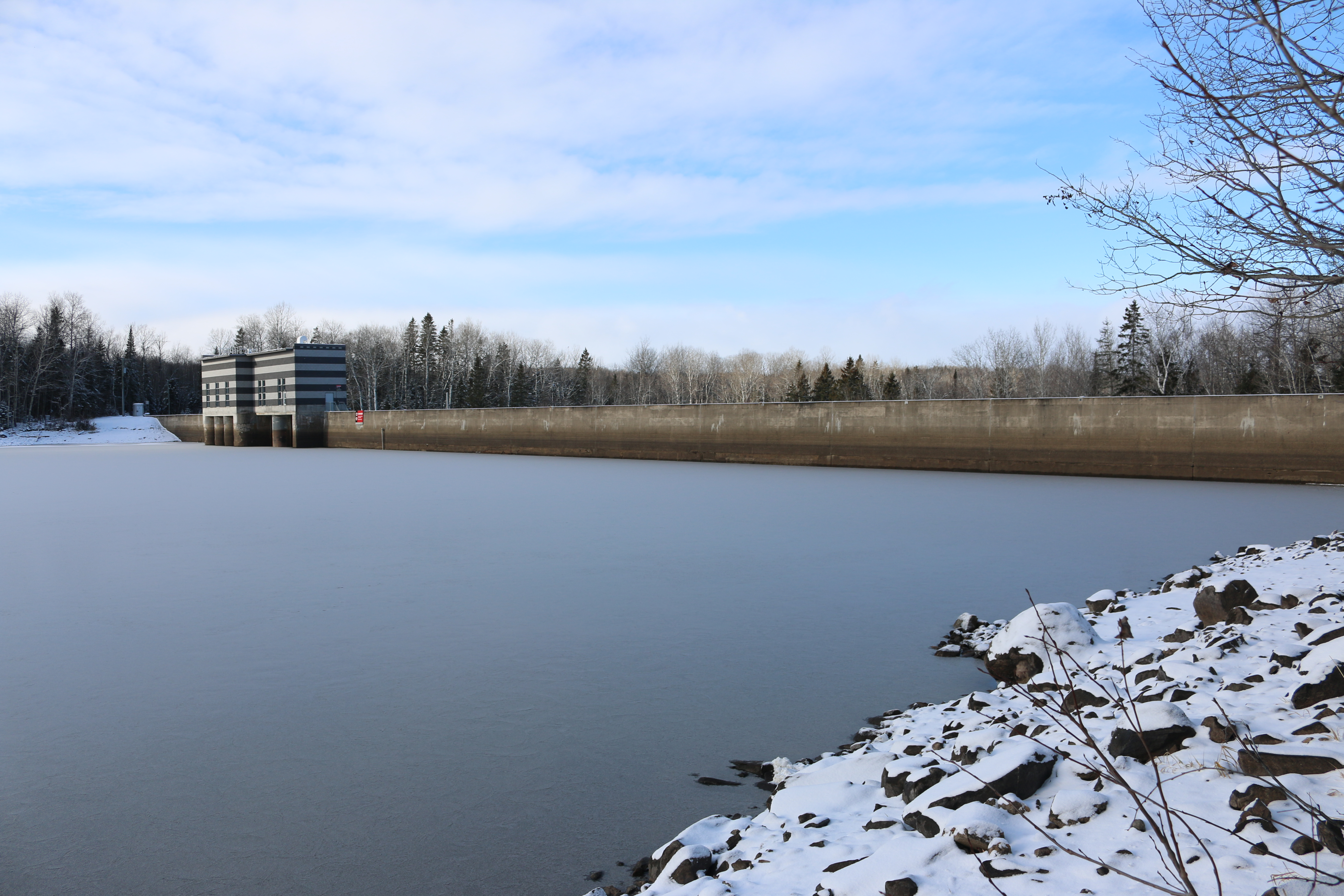
Vue du barrage depuis l'amont (2024).

## Forêt rare du Lac-Morin
La « Forêt rare du Lac-Morin » constitue un écosystème forestier exceptionnel, de type « forêt rare ». Elle est située à environ 25 km au sud de la ville de Rivière-du-Loup, dans le territoire de Saint-Alexandre-de-Kamouraska, dans la MRC de Kamouraska. Cet écosystème de 38 hectares est constitué de deux peuplements contigus de pins gris. Il est situé le long de la rivière Fourchue, à moins de 2 km au sud-ouest du lac Morin et de la route 289.

## Toponyme
Le toponyme « Lac Morin » a été officialisé le 5 décembre 1968 à la Commission de toponymie du Québec.